# بالاش لونتاي
بالاش لونتاي (مواليد 18 مارس 1984) هو مبارز بالسيف مجري، مثّل بلاده في الألعاب الأولمبية الصيفية 2008.

## روابط خارجية
بالاش لونتاي على موقع الاتحاد الدولي للمبارزة (الإنجليزية)
- بالاش لونتاي على موقع أوليمبيديا (الإنجليزية)